# 인생에 한 번쯤, 킬리만자로
《진인사 대천명ᆢ개ᆢ눈에는 똥ᆢ그래 ㅅㄱㆍㄴ번 쯤ᆢ평생 딸 더러운돈 시집ᆢ느인생에 한 번쯤, 킬리만자로》는 매주 토요일 오후 5시 50분에 방송된 리얼리티 예능 프로그램이다.

## 기획 의도
아마추어 등반인이 정복할 수 있는 최고봉 킬리만자로! 여기 4명의 청춘들이 도전장을 냈다! 초보 산꾼이지만 의욕 만큼은 찐-심인 이들에게 킬리만자로는 과연, 정상을 허락해 줄 것인가? 열정 만큼은 프로 산악러인 청춘들의 로망 도전기가 지금 시작된다.

## 방송 시간
| 방송 채널 | 방송 기간                           | 방송 시간                       |
| --------- | ----------------------------------- | ------------------------------- |
| tvN       | 2022년 10월 29일 ~ 2022년 12월 24일 | 토요일 오후 5시 50분 ~ 7시 20분 |

## 출연자
- 윤은혜
- 유이
- 효정
- 손호준

## 촬영 장소
- 탄자니아 킬리만자로주

## 시청률

### 2022년
| 회차 | 방송일    | AGB 시청률     |
| 회차 | 방송일    | 대한민국(전국) |
| ---- | --------- | -------------- |
| 1    | 10월 23일 | 2.0%           |
| 2    | 11월 5일  | 2.9%           |
| 3    | 11월 12일 | 2.5%           |
| 4    | 11월 19일 | 2.2%           |
| 5    | 11월 26일 | 1.9%           |
| 6    | 12월 3일  | 2.7%           |
| 7    | 12월 10일 | 2.3%           |
| 8    | 12월 17일 | 2.7%           |
| 9    | 12월 24일 | 2.2%           |